# Slova pro život
Slova pro život byl český náboženský časopis baptistické orientace, který vycházel v letech 1948–1950.
Svým názvem navazoval na stejnojmenný časopis vycházející nákladem baptistického sboru v Brně v době předválečné.
Časopis vycházel jednou měsíčně nákladem Ústředí Bratrské jednoty baptistů (Chelčického). Šéfredaktorem byl kazatel Cyril Burget († 1954). Redakce se dostávala do konfliktu s komunistickou mocí, jednotlivá čísla byla cenzurována, zabavována a konfiskována, až bylo nakonec vydávání časopisu úředně zastaveno pro „nedostatek papíru“. Vydávání časopisu bylo jedním z důvodů pozdějšího uvěznění kazatele Burgeta.